# Argentinsk nattskatta
Argentinsk nattskatta (Solanum bonariense) är en art i familjen potatisväxter från södra Brasilien, Paraguay, Uruguay och norra Argentina.

## Synonymer
- Solanum asterigerum Bertol.
- Solanum asteroideum St.-Lag
- Solanum astroites Jacq.f.
- Solanum baccatum hort. ex Steud. nom. inval.
- Solanum excelsum Salisb.
- Solanum fastigiatum Willd.
- Solanum grandiflorum Desf.
- Solanum grandiflorum hort. ex Steud. nom. inval.
- Solanum saponaceum var. uruguense Griseb.

### Webbkällor
- Solanaceae Source
- GRIN Taxonomy for Plants - Solanum bonariense
- Wikimedia Commons har media som rör Argentinsk nattskatta.